# Guido Mantega

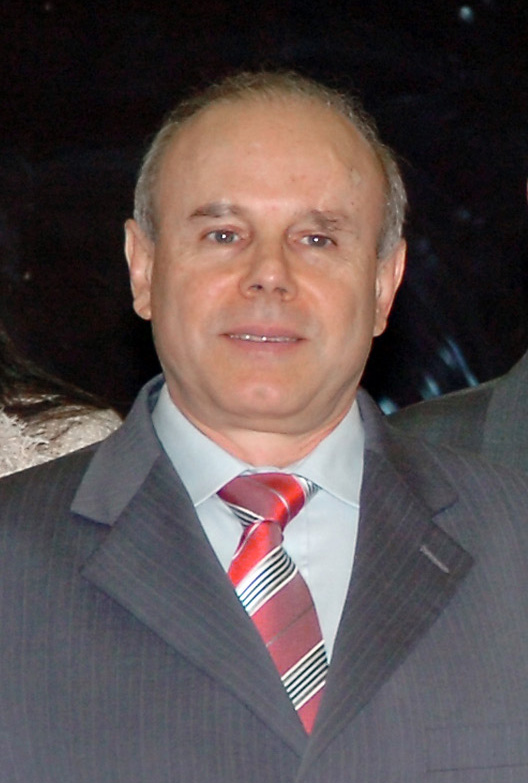
Guido Mantega.

Guido Mantega (Génova, 7 de abril de 1949) es un economista y político ítalo-brasileño. Fue ministro de Hacienda de Brasil durante las presidencias de Lula da Silva y Dilma Rousseff.

## Biografía
Nació en Génova, Italia, pero se vive en Brasil desde los tres años, cuando sus padres se establecieron en São Paulo. Estudió Economía y luego obtuvo undoctorado en Sociología, ambos títulos obtenidos en la Universidad de São Paulo. Desde 1993, trabajó como asesor personal de Luis Inácio Lula da Silva y del Partido de los Trabajadores (PT) en asuntos económicos.
En 2002, ayudó a coordinar el programa de gobierno del entonces candidato a la presidencia de Lula, en el capítulo de Economía. Durante la campaña, fue uno de los principales mentores y los portavoces de las ideas de la política económica de Lula y el partido. Con la llegada del PT al poder, Mantega fue designación Ministro de Planeamiento en el 2003 y posteriormente director del Banco Nacional de Desenvolvimento Econômico e Social.
El 27 de marzo de 2006, Mantega asumió el Ministerio de Hacienda de Brasil, sucediendo al exministro Antonio Palocci, quien renunció por acusaciones de corrupción. Continuó en su cargo durante el primer mandato de Dilma Rousseff. El 1 de enero de 2015 Mantega fue reemplazado en su cargo por Joaquim Levy.